# Verona Verbakel
Verona Verbakel (Gent, 15 september 1992) is een Vlaamse actrice. Ze is actief in theater, film en televisie.

## Biografie
Verona Verbakel nam deel aan de theaterateliers in jeugdtheater KOPERGIETERY in Gent. In 2008 speelde ze in de theatervoorstelling Remember Me van KOPERGIETERY. Sinds 2009 treedt ze op met theatergezelschap Ontroerend Goed. Ze was onder meer te zien in de theaterproducties Pubers Bestaan Niet, beter bekend als Once and for all we're gonna tell you who we are so shut up and listen (in de Engelse, Franse, Duitse en Italiaanse versie) en Teenage Riot.
Voor de feministische voorstelling Wijven/Sirens van dezelfde compagnie, ontving ze samen met haar collega's The stage award for acting excellence voor Best Ensemble op het Edinburgh Festival Fringe 2014.
In 2013 werd Verbakel finalist van Fashion One Correspondent Search. In hetzelfde jaar was ze te zien in De Diepte van het Dal, een voorstelling met Dimitri Leue, Warre Borgmans, Ward Kerremans en Joke Emmers.
In 2014 vervolledigde ze Magna cum laude haar acteeropleiding aan het Koninklijk Conservatorium Antwerpen waar ze les kreeg van o.a. Frank Focketyn, Robbie Cleiren en Ivo Van Hove.
Van 2015-2018 speelde ze haar eigen voorstelling De Auditie. In 2017 speelde ze in La democrazia in America van Romeo Castellucci. Van 2016-2019 speelde ze de hoofdrol in Liv van De Mannschaft. In 2018 speelde ze in De Halve Ring van Nederlands theatergezelschap De Warme Winkel. In 2019 ging haar danssolo Pablo in première in Vooruit Gent i.s.m. Dansvitrine. Van 2020-2022 speelde ze in Work Harder van Nederlands theatergezelschap Wunderbaum, in een eindregie van Lies Pauwels, in de Nederlandse en Duitse versie. Op De Parade Utrecht en het Edinburgh Fringe Festival 2022 ging haar voorstelling Well-Behaved Women Seldom Make History in première. In 2023 ging haar theatervoorstelling Voyeur in première op het Amsterdam Fringe Festival in De Brakke Grond, gecoacht door Lies Pauwels. Augustus 2024 ging theatervoorstelling Het Ego in première op Theater Aan Zee Oostende, een theatervoorstelling in samenwerking met Anemone Valcke. In september 2024 ging The Ego in première op het Amsterdam Fringe Festival in De Sloot. De Nederlandse krant NRC gaf de voorstelling een vier-sterren recensie: 'De meest uitgesproken aanklacht komt van de Vlaamse actrices Anemone Valcke & Verona Verbakel in het Engelstalige The Ego.' Mei 2025 gaat OnlyFans for Therapy in première in Arenberg Antwerpen, een theatervoorstelling die ze samen met Karolien De Bleser (Compagnie Barbarie, Ontroerend Goed) maakt.
Qua filmcarrière vertolkte ze de gasthoofdrol Maya Meeuws in Witse, vertolkte ze het personage van Marilyn in het derde seizoen van De Zonen van Van As (2015-2016) en werd ze gecast als Wehrmachtsecretaresse in The Kaiser’s Last Kiss (2016). Ook speelde ze in 2016 de Ierse rol van Margaret Kelley in de film A Quiet Passion. In 2017 speelde ze Polly in Out of the blue, into the black in een regie van Alidor Dolfing, speelde ze Saar in Zie Mij Graag en Hilde in Rattrapage. In 2018 speelde ze Magdaleine in De Bende van Jan de Lichte. In 2020 speelde ze de Duitse rol van Punkerin in Dunkelstadt, de Amerikaanse Rachel in VY-inc en Lore in Koud Licht. In 2021 speelde ze Chanelle in Glad Ijs in een regie van Raf Reyntjens, de limburgse Vicky in het derde seizoen van Undercover in een regie van Joël Vanhoebrouck en Liv in Onder Vuur in een regie van Joost Wynant. In 2022 speelde ze Nora in Twee Zomers in een regie van Tom Lenaerts en Brecht Van Hoenacker en vertolkte ze Beatrice Lemutte in het vierde seizoen van Documentary Now!. In 2023 speelde ze Stefanie Courtois in de Iers-Belgische co-productie Hidden assets 2. In 2024 speelde ze Linda in het tweede seizoen van Assisen: de insulinemoord en de rol van Detective in de Brits-Belgische serie Patience. In 2025 vertolkt ze de bijrol Sandy in Dust, in een regie van Anke Blondé, geschreven door Angelo Tijssens (Girl, Close). De hoofdrollen worden vertolkt door Arieh Worthalter, Jan Hammenecker en Thibaud Dooms.

## Theater
- 2025-2026 OnlyFans for Therapy (BE)[17]
- 2023-2025 Voyeur (NL, BE)[13]
- 2023-2026 Het Ego / The Ego (BE, NL, UK)[25]
- 2022-2025 Well-Behaved Women Seldom Make History (NL, UK, BE)[26]
- 2020-2022 - Work Harder - Lies Pauwels & Wunderbaum (NL, DE)[27]
- 2019 - Pablo - Dansvitrine (BE)[9]
- 2017 - La democrazia in America - Romeo Castellucci & Societas (BE, NL)[28]
- 2016-2019 - Liv - De Mannschaft (BE, NL)[29]
- 2015-2018 - De Auditie - Het Kartel (BE)[30]
- 2013-2018 - Das Reingold & De Halve Ring - De Warme Winkel (BE, NL, SK)[31]
- 2013-2017 - Sirens - Ontroerend Goed (BE, NL, UK, CH)[32]
- 2013 - De diepte van het dal - Dimitri Leue & Rataplan (BE)[33]
- 2009-2013 - Teenage Riot - Ontroerend Goed (BE, NL, D, DK, IT, UK, A, SE, AUS)[34]
- 2009-2010 - Once and for all we're gonna tell you who we are so shut up and listen - Ontroerend Goed (BE, NL, USA, AUS, CAN, IRL)[35]
- 2009-2010 - Remember Me - Kopergietery (BE, NL)[36]

## Televisie
- Patience (2024) - als Detective[23]
- Assisen seizoen 2: de insulinemoord (2024) - als Linda
- Hidden Assets seizoen 2 (2023) - als Stefanie Courtois[37]
- Documentary Now! seizoen 4 (2022) - als Beatrice Lemutte[38]
- Lisa (2022) - als Megan
- Familie (2022) - als Evelyne Duchatelet
- Twee Zomers (2022) - als Nora
- Undercover (2021) - als Vicky
- Onder Vuur (2021) - als Liv
- Glad IJs (2021) - als Chanelle
- VY-inc (2020) - als Rachel
- Dunkelstadt (2020) - als Punkerin
- De Kotmadam (2019) - als studente
- De Bende van Jan de Lichte (2018) - als Magdaleine
- De zonen van Van As (2017) - als Marilyn
- Zie Mij Graag (2017) - als Saar
- Witse (2010) - als Maya

## Film
- Dust (2025) - als Sandy
- The Pod Generation (2023) - als Radical Feminist
- Koud Licht (2020) - als Lore
- Love Paranoid (short) (2019) - als Laura
- La vida era eso (2019) - als Marie Anne
- The spy (2019) - als make-up girl
- Domino (2019) - als secretary Wold
- Out of the blue into the black (short) (2017) - als Polly
- Rattrapage (2017) - als Hilde
- De linde vertelt (2016) - als Katrijn
- The Exception (2016) - als Wehrmacht secretary
- A Quiet Passion (2016) als Mararet Kelley